# Latreilliidae
Latreilliidae is een familie van de superfamilie Homoloidea uit de infraorde krabben en omvat volgende geslachten: 
- Eplumula  Williams, 1982
- Latreillia  Roux, 1830
- Heeia  †  Wright & Collins, 1972